# Lori nonnette
Vini peruviana
Espèce
Statut de conservation UICN

 VU B1ab(ii,iv,v) : Vulnérable
Statut CITES
Le Lori nonnette (Vini peruviana), aussi appelé Lori bleu de Tahiti, est une espèce d'oiseaux de la sous-famille des Loriinae (les Loris) qui vit en Polynésie française et sur l'île d'Aitutaki aux îles Cook.
Il dépend des cocotiers pour sa survie. L'espèce est considérée vulnérable par l'UICN du fait de la prédation des espèces invasives comme les rats, les chats ou les busards de Gould.

## Description
Le Lori nonnette mesure environ 18 cm. Son plumage est bleu mauve avec des reflets argentés. Ses joues, son menton et sa gorge sont blanc pur.
Le bec des adultes est orange et les iris sont bruns. Ils sont plus foncés chez les immatures.

## Habitat
Le Lori nonnette peuple les forêts de plaine et de montagne.
On le retrouve également dans l'archipel des Tuamotu, à Rangiroa sur certains îlots inhabités.

## Comportement
Cet oiseau demeure le plus souvent caché dans les feuillages des arbres. Il se déplace en couple ou en petits groupes de quelques individus.

## Reproduction
Le Lori nonnette édifie son nid dans les anfractuosités des arbres, notamment des palmiers. La femelle pond deux œufs. L'incubation, assurée surtout par la femelle, dure 21 jours. Les jeunes s'envolent vers l'âge de huit semaines.

## Répartition et statut de conservation

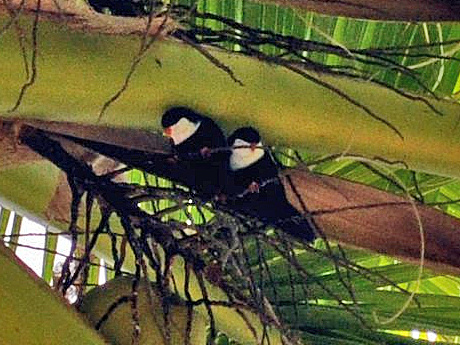
Loris nonnette à Rangiroa

Le Lori nonnette était présent jusqu'en 1919 aux îles de la Société et sur les atolls des Tuamotu en Polynésie. Actuellement, il peuple seulement les atolls de Rangiroa et Tikehau (respectivement 200 et 50 individus en 1986), les îles Ua Pou (250 couples en 1975 puis diminution de plus de 50 % en 25 ans), Nuku Hiva et Ua Huka dans les îles Marquises en Polynésie française et sur Manuae (Scilly) et Motu One dans les îles de la Société, auxquels s'ajoutent entre 750 et 1000 individus sur l'île d'Aitutaki aux îles Cook (2006).
Il est fortement menacé d'extinction à cause des chats et des rats introduits.